# Nordvåg

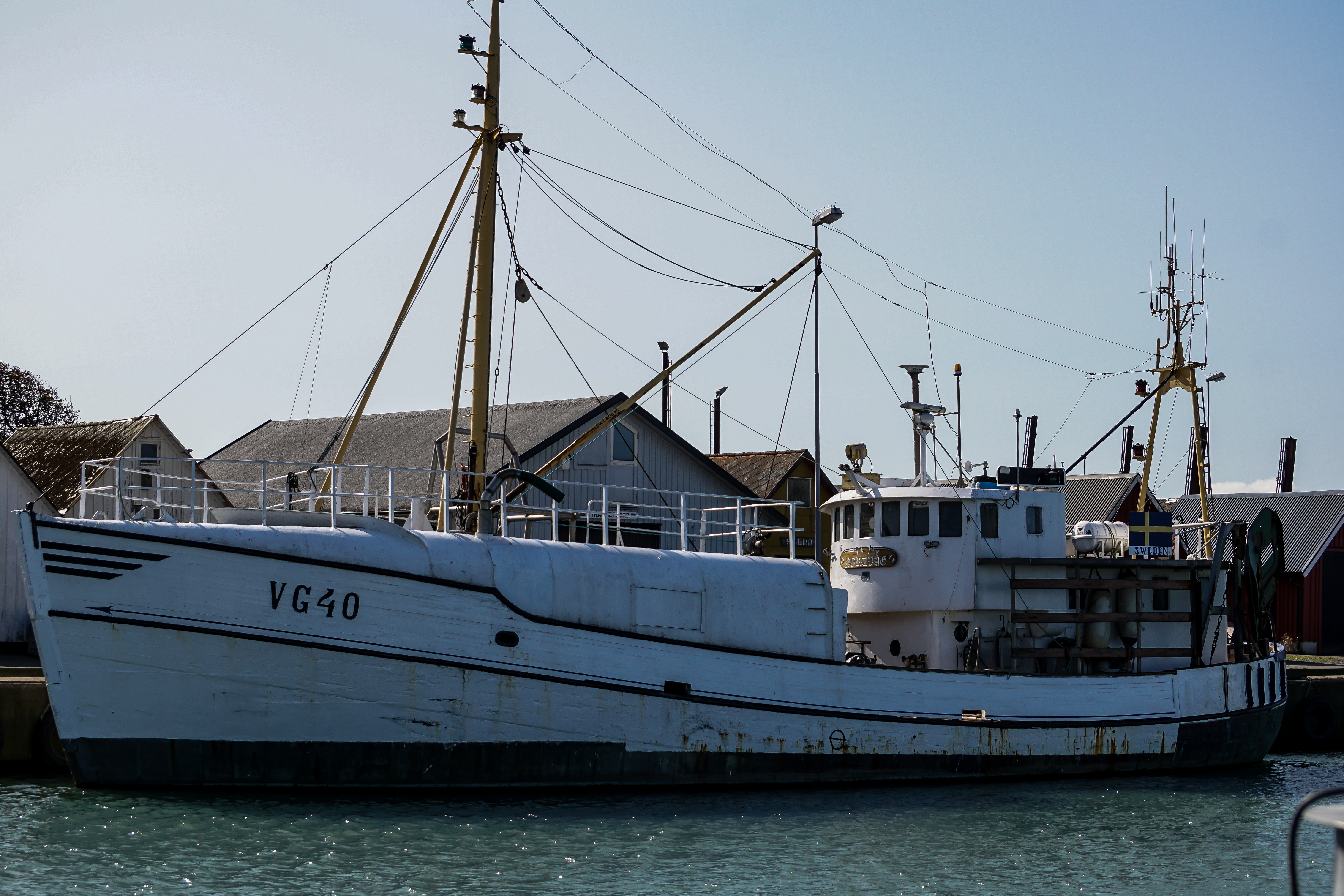

Nordvåg är ett svenskt k-märkt fiskefartyg.
Nordvåg byggdes 1962 på Bröderna Olssons Båtvarv i Skredsvik. Hon har varit registrerat på Donsö och finns nu i Träslövsläge. I December 2023 kastade hon loss för sista gången i Träslövsläges hamn för att åka över till Danmark och skrotas ner.  

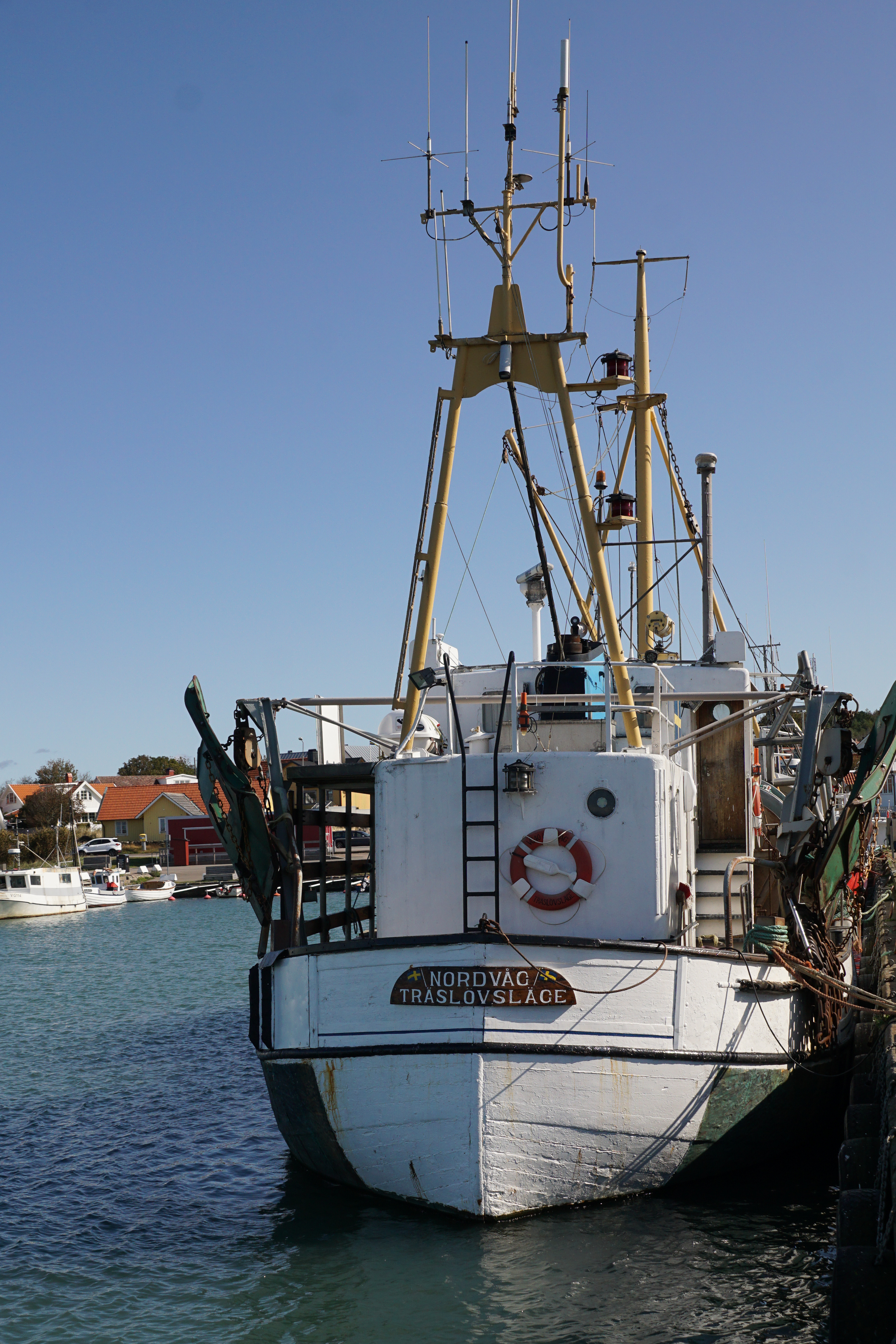

## Källor

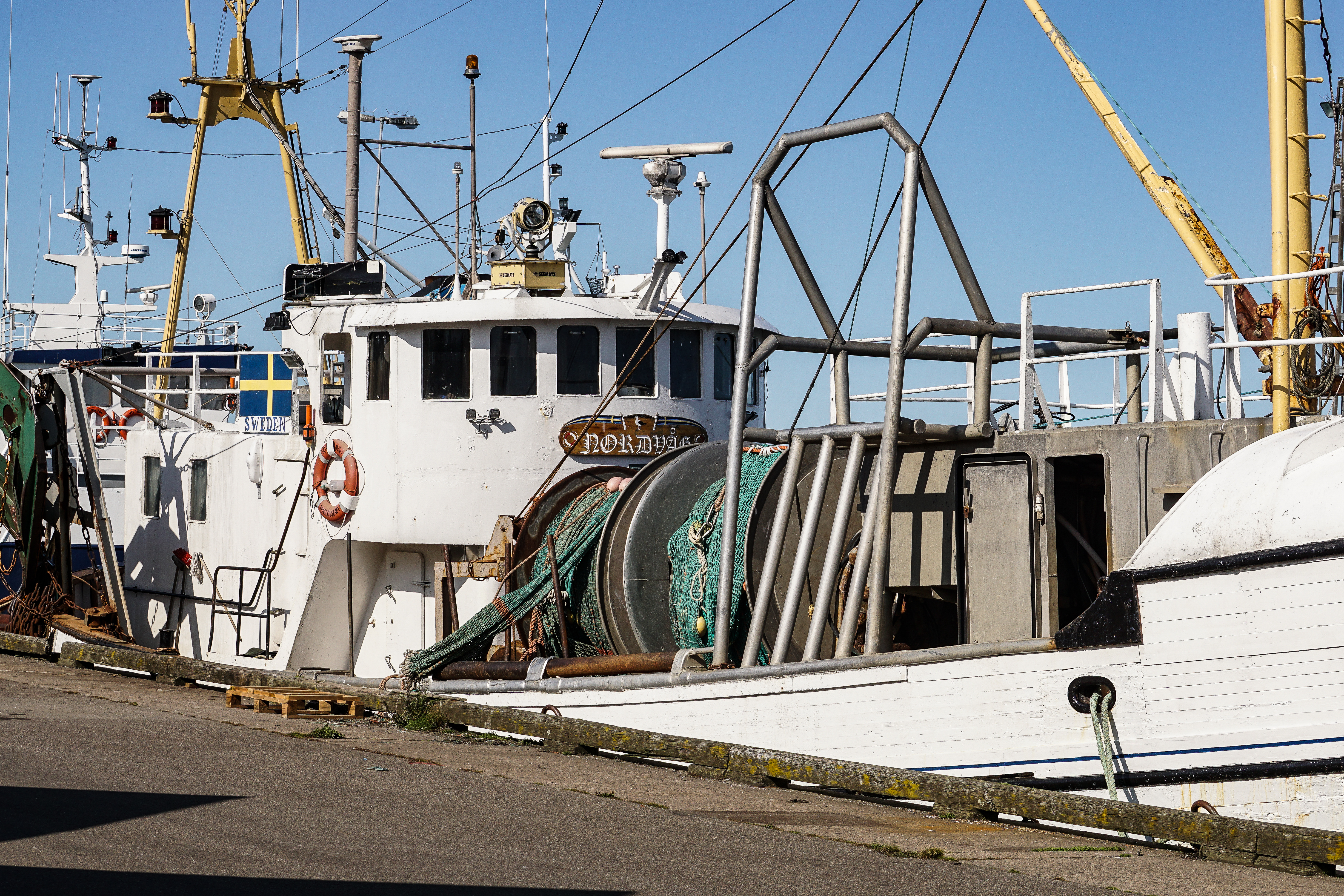